# Sitariá (Flórina)
Sitariá, en grec moderne : Σιταριά, auparavant appelé Rósna (Ρόσνα), est un village du dème de Flórina, district régional de Flórina, en Macédoine-Occidentale, Grèce. 
Selon le recensement de 2011, la population du village compte 718 habitants.